# Scolopsis bilineata
Scolopsis bilineata là một loài cá biển thuộc chi Scolopsis trong họ Cá lượng. Loài cá này được mô tả lần đầu tiên vào năm 1793.

## Từ nguyên
Từ định danh bilineata được ghép bởi hai âm tiết trong tiếng Latinh: bi ("hai") và lineata ("có sọc"), hàm ý đề cập đến hai sọc cong màu sẫm, song song trên đầu của loài cá này.

## Phân bố và môi trường sống
Từ Maldives và Ấn Độ, S. bilineata có phân bố trải dài về phía đông đến Tonga, ngược lên phía bắc đến miền nam Nhật Bản, giới hạn phía nam đến Úc (gồm cả đảo Lord Howe).
Ở Việt Nam, S. bilineata được ghi nhận tại cù lao Chàm (Quảng Nam), Ninh Thuận, Phú Yên, Bình Thuận, quần đảo Hà Tiên (Kiên Giang), cùng quần đảo Hoàng Sa và quần đảo Trường Sa.
S. bilineata trưởng thành sinh sống trên các rạn san hô, cá con thường sống gần bờ hoặc trong đầm phá, độ sâu đến ít nhất là 25 m.

## Mô tả
Chiều dài cơ thể lớn nhất được ghi nhận ở S. bilineata là 25 cm.
Phần đầu và một phần thân trên có màu ô liu hoặc nâu xám, phần thân còn lại màu trắng. Một dải màu trắng tươi viền đỏ sẫm kéo dài từ miệng ngược lên phần gốc vây lưng. Có 2 sọc vàng tươi hẹp trên đầu. Một dải vàng dọc theo sống lưng, thêm một đốm trắng tươi ngay dưới gốc các tia vây lưng phía cuối. Phần gai vây lưng có màu vàng, phần vây lưng mềm phía trước có màu đỏ sẫm đến đen, phần vây còn lại trong suốt. Vây hậu môn tương tự như màu sắc vây lưng mềm. Vây đuôi trong suốt, các tia ngoài cùng có màu đỏ.
Cá S. bilineata con được biết đến khả năng bắt chước kiểu hình của nhiều loài cá mào gà Meiacanthus, bao gồm Meiacanthus grammistes, Meiacanthus oualanensis, Meiacanthus lineatus và Meiacanthus smithi. Meiacanthus đa phần đều có tuyến nọc độc ở răng nanh. Do đó, những loài không mang độc, như S. bilineata, ngụy trang thành loài có độc được gọi là bắt chước kiểu Bates.
Số gai vây lưng: 10; Số tia vây lưng: 9; Số gai vây hậu môn: 3; Số tia vây hậu môn: 7; Số tia vây ngực: 14–16; Số gai vây bụng: 1; Số tia vây bụng: 5.

## Sinh thái học

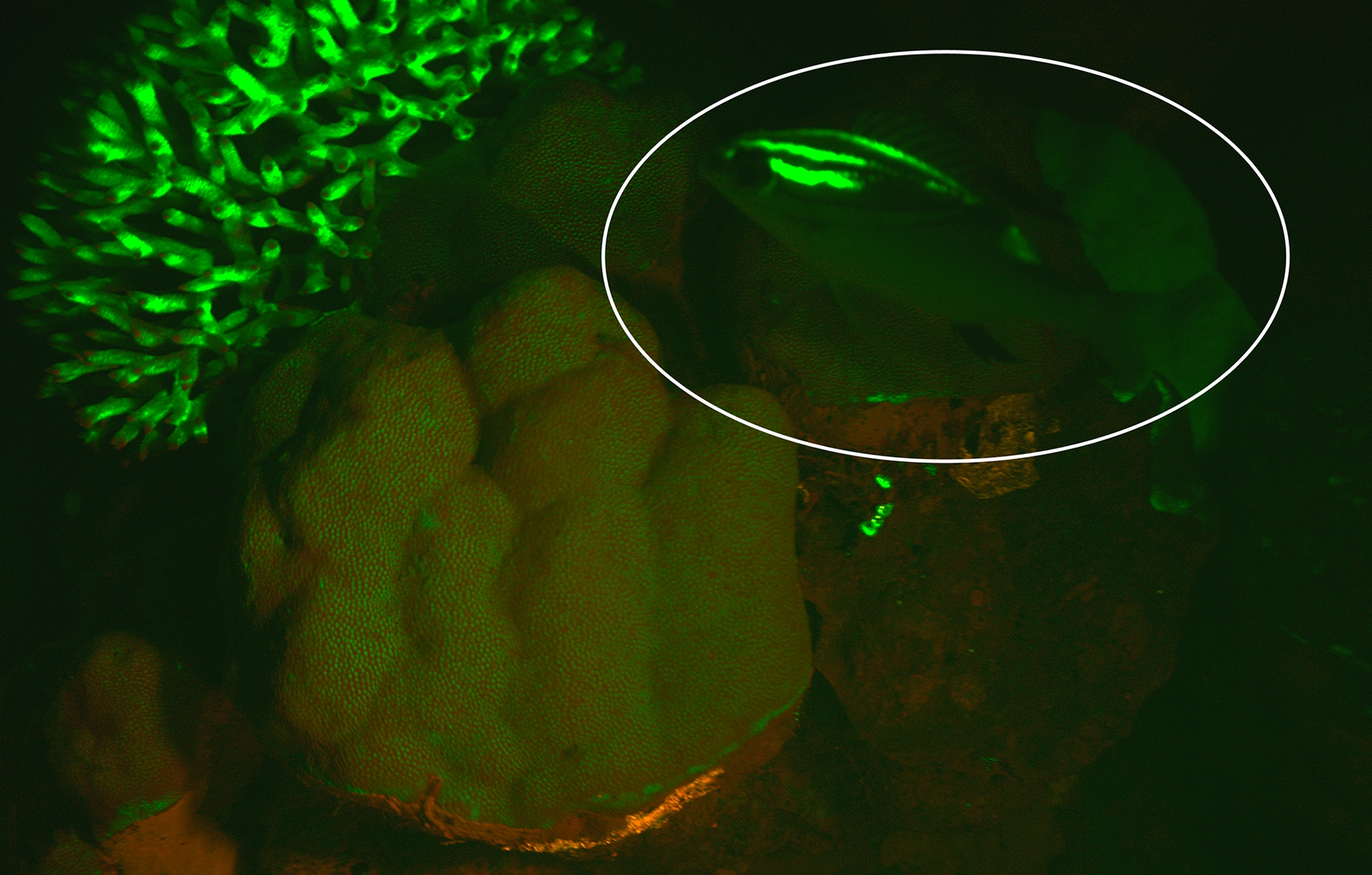
S. bilineata phát huỳnh quang xanh lục, gần đó là cụm san hô Acropora cũng phát huỳnh quang xanh lục

S. bilineata ăn các loài thủy sinh không xương sống tầng đáy, như giun nhiều tơ, sao biển đuôi rắn, giun biển ngành Sá sùng và Nemertea, cũng như giáp xác nhỏ. Theo quan sát ở rạn san hô Great Barrier, cá con kiếm ăn vào ban ngày, tập trung ở môi trường đáy cát và đá vụn, còn cá trưởng thành kiếm ăn về đêm, trú ẩn vào ban ngày.
S. bilineata là loài lưỡng tính tiền nữ (protogynous hermaphroditism), có nghĩa là tất cả cá đực trưởng thành đều trải qua giai đoạn là cá cái. Cá đực và cá cái thường sống thành đôi. S. bilineata có thể sống tới 16 năm.
S. bilineata có thể phát huỳnh quang sinh học màu xanh lục. Huỳnh quang sinh học có thể hỗ trợ giao tiếp cùng loài và để ngụy trang, giúp S. bilineata ẩn mình vào cụm san hô Acropora cũng phát huỳnh quang màu xanh lục.

## Thương mại
S. bilineata đôi khi được đánh bắt và bày bán với số lượng nhỏ ở các chợ cá. Ở Philippines, loài này được đánh bắt để xuất khẩu trong ngành thương mại cá cảnh.